# Сібе Гореманс
Сібе Гореманс (фр. Siebe Horemans, нар. 2 червня 1998, Гент) — бельгійський футболіст, захисник нідерландського клубу «Утрехт».

## Клубна кар'єра
Народився 2 червня 1998 року в місті Гент. Вихованець футбольної школи клубу «Гент». Дорослу футбольну кар'єру розпочав 2016 року в основній команді того ж клубу, але основним гравцем не став, тому здавався в оренду у клуби «Ауд-Геверле» та «Ексельсіор» (Роттердам). Влітку 2019 року уклав з «Ексельсіором» повноцінний контракт на три сезони. Загалом відіграв за команду з Роттердама наступні шість сезонів своєї ігрової кар'єри і з сезону 2019/20 був основним гравцем захисту команди, провівши загалом за команду 200 ігор в усіх турнірах, забивши 11 голів.
28 березня 2024 року було оголошено, що Гореманс влітку на правах вільного агента перейде в «Утрехт», з яким підписав трирічний контракт до літа 2027 року. У дебютному сезоні зіграв 29 ігор у Ередивізі і забив 1 гол.

## Виступи за збірну
Гореманс грав за різні юнацькі збірні Бельгії. 2015 року дебютував у складі юнацької збірної Бельгії (U-17), разом з якою брав участь у юнацькому чемпіонаті Європи (U-17) 2015 року у Болгарії, але на поле на турнірі не виходив. Загалом на юнацькому рівні взяв участь у 14 іграх.

## Статистика виступів

### Статистика клубних виступів
Станом на 2 липня 2025
| Сезон                              | Команда                            | Чемпіонат                          | Чемпіонат | Чемпіонат | Національний кубок | Національний кубок | Національний кубок | Континентальні кубки | Континентальні кубки | Континентальні кубки | Інші змагання | Інші змагання | Інші змагання | Усього | Усього | Усього |
| Сезон                              | Команда                            | Ліга                               | Ігор      | Голів     | Ліга               | Ігор               | Голів              | Ліга                 | Ігор                 | Голів                | Ліга          | Ігор          | Голів         | Ігор   | Голів  |        |
| ---------------------------------- | ---------------------------------- | ---------------------------------- | --------- | --------- | ------------------ | ------------------ | ------------------ | -------------------- | -------------------- | -------------------- | ------------- | ------------- | ------------- | ------ | ------ | ------ |
| 2016-січ. 2017                     | «Гент»                             | Д1                                 | 1         | 0         | КБ                 | 0                  | 0                  | ЛЄ                   | 1                    | 0                    |               | -             | -             | 2      | 0      |        |
| січ.-черв. 2017                    | «Ауд-Геверле»                      | Д2                                 | 7         | 1         | КБ                 | 0                  | 0                  |                      | -                    | -                    |               | -             | -             | 7      | 1      |        |
| 2017–18                            | «Гент»                             | Д1                                 | 1         | 0         | КБ                 | 0                  | 0                  | ЛЄ                   | 0                    | 0                    |               | -             | -             | 1      | 0      |        |
| Усього за «Гент»                   | Усього за «Гент»                   | Усього за «Гент»                   | 2         | 0         |                    | 0                  | 0                  |                      | 1                    | 0                    |               | -             | -             | 3      | 0      |        |
| 2018–19                            | «Ексельсіор» (Роттердам)           | Е                                  | 9+2       | 0         | КН                 | 0                  | 0                  |                      | -                    | -                    |               | -             | -             | 11     | 0      |        |
| 2019–20                            | «Ексельсіор» (Роттердам)           | 2Д                                 | 25        | 0         | КН                 | 1                  | 0                  |                      | -                    | -                    |               | -             | -             | 26     | 0      |        |
| 2020–21                            | «Ексельсіор» (Роттердам)           | 2Д                                 | 38        | 2         | КН                 | 4                  | 1                  |                      | -                    | -                    |               | -             | -             | 42     | 3      |        |
| 2021–22                            | «Ексельсіор» (Роттердам)           | 2Д                                 | 36+6      | 1         | КН                 | 2                  | 0                  |                      | -                    | -                    |               | -             | -             | 44     | 1      |        |
| 2022–23                            | «Ексельсіор» (Роттердам)           | E                                  | 34        | 3         | КН                 | 2                  | 0                  |                      | -                    | -                    |               | -             | -             | 36     | 3      |        |
| 2023–24                            | «Ексельсіор» (Роттердам)           | E                                  | 34+4      | 3         | КН                 | 3                  | 1                  |                      | -                    | -                    |               | -             | -             | 41     | 3      |        |
| Усього за «Ексельсіор» (Роттердам) | Усього за «Ексельсіор» (Роттердам) | Усього за «Ексельсіор» (Роттердам) | 176+12    | 9         |                    | 12                 | 2                  |                      | -                    | -                    |               | -             | -             | 200    | 11     |        |
| 2024–25                            | «Утрехт»                           | E                                  | 29        | 1         | КН                 | 4                  | 0                  |                      | -                    | -                    |               | -             | -             | 33     | 1      |        |
| Усього за кар'єру                  | Усього за кар'єру                  | Усього за кар'єру                  | 214       | 11        |                    | 16                 | 2                  |                      | 1                    | 0                    |               | -             | -             | 243    | 13     |        |